# Rahma
Rahma is een bestuurslaag in het regentschap Lubuklinggau van de provincie Zuid-Sumatra, Indonesië. Rahma telt 2716 inwoners (volkstelling 2010).